# Onciale 0118
- Papyrus
- Onciale
- Minuscules
- Lectionnaire

Le Codex 0118, portant le numéro de référence 0118 (Gregory-Aland), ε 62 (Soden), est un manuscrit du Nouveau Testament sur parchemin écrit en écriture grecque onciale.

## Description
Le codex se compose de 1 folio. Il est écrit en 25 lignes par page. Les dimensions du manuscrit sont 11 x 10 cm. Les experts datent ce manuscrit du VIIIe siècle,. 
C'est un manuscrit contenant le texte incomplet des Évangile selon Matthieu 11,27-28. 
Il contenant esprits et accents.
Texte
ΟΥΔΕ]ΤΟΝ[ΠΡ]Α

ΤΙΣΕΠΙΓΙΝΩΣ

ΚΕΙ.ΕΙΜΗΟΥΣ

ΚΑΙΩΕΑΝΒΟΥ

ΛΗΤΑΙΟΥΣΑ

ΠΟΚΑΛΥ[Ψ]ΑΙ.

ΔΕΥΤΕΠΡΟΣΜΕ

ΠΑΝΤΕΣΟΙΚΟ

ΠΙΩΝΤΕΣΚΑΙ

ΠΕΦΟΡΤΙΣΜΕ
Le texte du codex représenté type mixte. Kurt Aland ne l'a pas placé dans aucune Catégorie. 
Lieu de conservation
Le codex est conservé au Monastère Sainte-Catherine du Sinaï (Sinai Harris 6) à Mont Sinaï.